# Australian Defence Medal
L'Australian Defence Medal est une décoration militaire australienne, attribuée au personnel en activité ou non de l'armée australienne qui a terminé sa période d'engagement initiale, ou quatre années de service. Il a été créé le 20 mars 2006 et il reconnaît les services des soldats d'active et de réserve, y compris les appelés qui ont servi depuis le 3 septembre 1945. Au 15 décembre 2008, un total de 207 962 médailles avaient été attribuées.
Peuvent être aussi décorés ceux qui n'ont pas servi pendant quatre ans ou n'ont pas terminé leur période d'engagement initial pour un ou plusieurs des raisons suivantes :
- mort en cours de service ;
- reconnu médicalement inapte en raison d'une maladie incurable ;
- libération anticipée déterminée par le commandant en chef des Forces armées.

## Description
L'Australian Defence Medal est une médaille circulaire en cupro-nickel. L'avers est une version stylisée des Armoiries de l'Australie (comme celle utilisée sur la Médaille du service en Australie 1939-45) avec sur le pourtour une branche d'acacia et les mots « The Australian Defence Medal ».
Au verso, est écrit « For Service » au-dessous de la couronne de saint Édouard, le tout entouré d'une couronne de fleurs d'acacia.
Les couleurs du ruban sont le noir, le rouge des coquelicots de Flandre et le blanc, deux bandes blanches qui divisent le rouge en trois segments pour représenter les trois armes de l'armée australienne.